# Slåttestjärnen (Lycksele socken, Lappland, 717458-163212)
Slåttestjärnen är en sjö i Lycksele kommun i Lappland och ingår i Umeälvens huvudavrinningsområde. Sjön har en area på 0,0653 kvadratkilometer och ligger 224,1 meter över havet.

## Delavrinningsområde
Slåttestjärnen ingår i det delavrinningsområde (717411-163032) som SMHI kallar för Utloppet av Betsele Dämningsområde. Medelhöjden är 263 meter över havet och ytan är 50,68 kvadratkilometer. Räknas de 895 avrinningsområdena uppströms in blir den ackumulerade arean 11 604,09 kvadratkilometer. Avrinningsområdets utflöde Umeälven mynnar i havet. Avrinningsområdet består mestadels av skog (89 procent). Avrinningsområdet har 3,42 kvadratkilometer vattenytor vilket ger det en sjöprocent på 6,7 procent.